# ألف يورغن آس
ألف يورغن آس Alf-Jørgen Aas (1915 – 1981) هو رسام نرويجي.
ولد في تروندهايم ودرس الرسم في الأكاديمية الوطنية النرويجية للفنون الجميلة، على يد أكسل ريفولد وجان هايبرغ وغيورغ ياكوبسون. وأصبح أستاذا بها عام 1965 ورئيس الجامعة بين 1975 و1980.
تتميز لوحاته بالأشكال البسيطة واستخدام الأخضر والأزرق والبنفسجي. رسم لوحات بالألوان المائية والإكريليك والزيت على القماش. يقول أنه ناقد لنفسه دائما وكثيرا ما يشرع في عمل ثم يغير فيه مرات كثيرة. يتطلع إلى التجريد التام.
يوجد له سبع لوحات في المعرض الوطني النرويجي.